# Jean-Sébastien Leysner
Jean-Sébastien Leysner,  né le 27 janvier 1728 à  Weilskocheim (principauté de Wurtzbourg) et mort à le 1er avril 1781 à Angers est un sculpteur d'origine allemande qui s'établit en Anjou vers 1760.

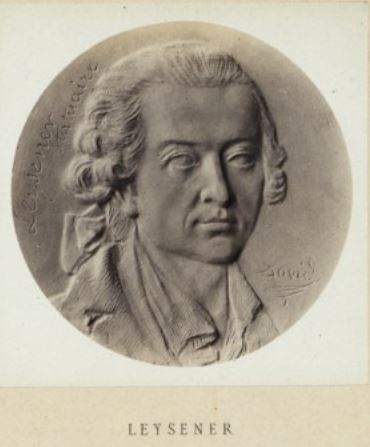
Jean-Sébastien Leysner, médaillon en bronze réalisé par David d'Angers

## Biographie
Fils d'Adam Leysner et de Marie Barbara Saurin Jean-Sébastien Leysner quitte son pays natal pour s'installer à Angers avant 1759. Il se marie le 20 janvier 1761 avec  Madeleine Le Maugin. Ils ont trois enfants, une fille et deux garçons dont Louis-Sébastien qui devint également sculpteur. 
Dès 1759 Jean-Sébastien reçoit des commandes Leysner et travaille  pour les églises de Saint-Maurice, de Saint-Laud et de Saint-Aubin, à Angers, et pour les églises des environs.  Il sculpte le bois, le marbre et travaille la terre.
Pierre-Jean David d'Angers a réalisé un médaillon en bronze, en 1845, à l'effigie de Sebastian-Johann Leysner. 

## Œuvres
Décoration du tombeau de Jean de Vaugirauld, évêque d'Angers, pour le chapitre de Saint-Maurice d'Angers (année 1759).
Maître-autel de l'église paroissiale de Saint-Laud d'Angers (1771).
Deux statues (dont un saint Sébastien)  dans l'église de la Chapelle-sur-Oudon (Maine-et-Loire) (1771). 
Les statues de saint Laurent et de saint François de Salles dans l'église de Forges (année 1775).

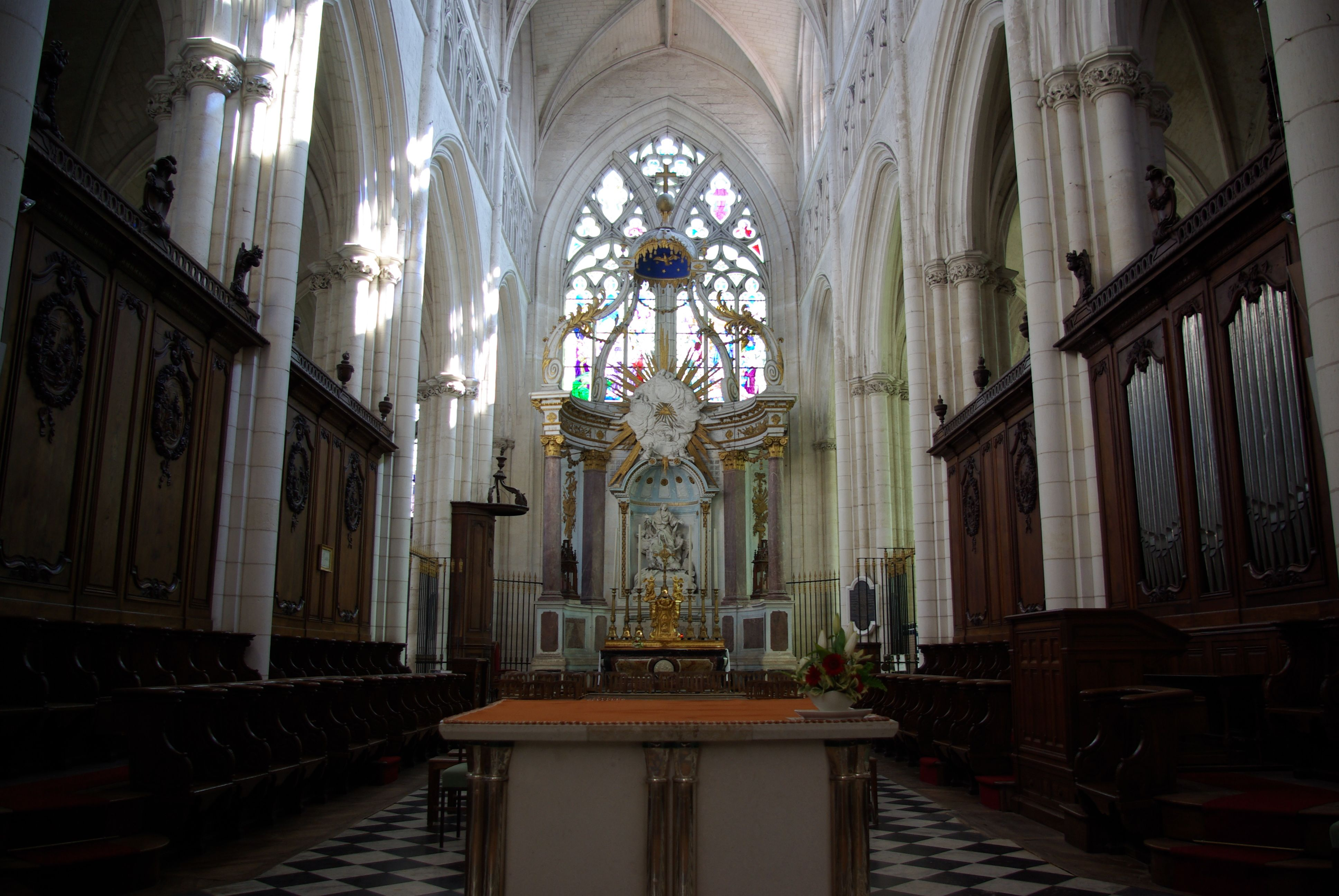
Cathédrale de Luçon

Décorations et stalles de la cathédrale de Luçon
Maître-autel en marbre et tabernacle (1780) de l'église de Martigné-Briant, et les  statues de saint Martin, saint Blaise, saint Sébastien (1776) 
Statues de saint Aubin et de saint-Jacques pour le maître-autel de l'église de Louroux-Béconnais.
Le maître-autel de l'ancienne église de Saint-Aubin d'Angers

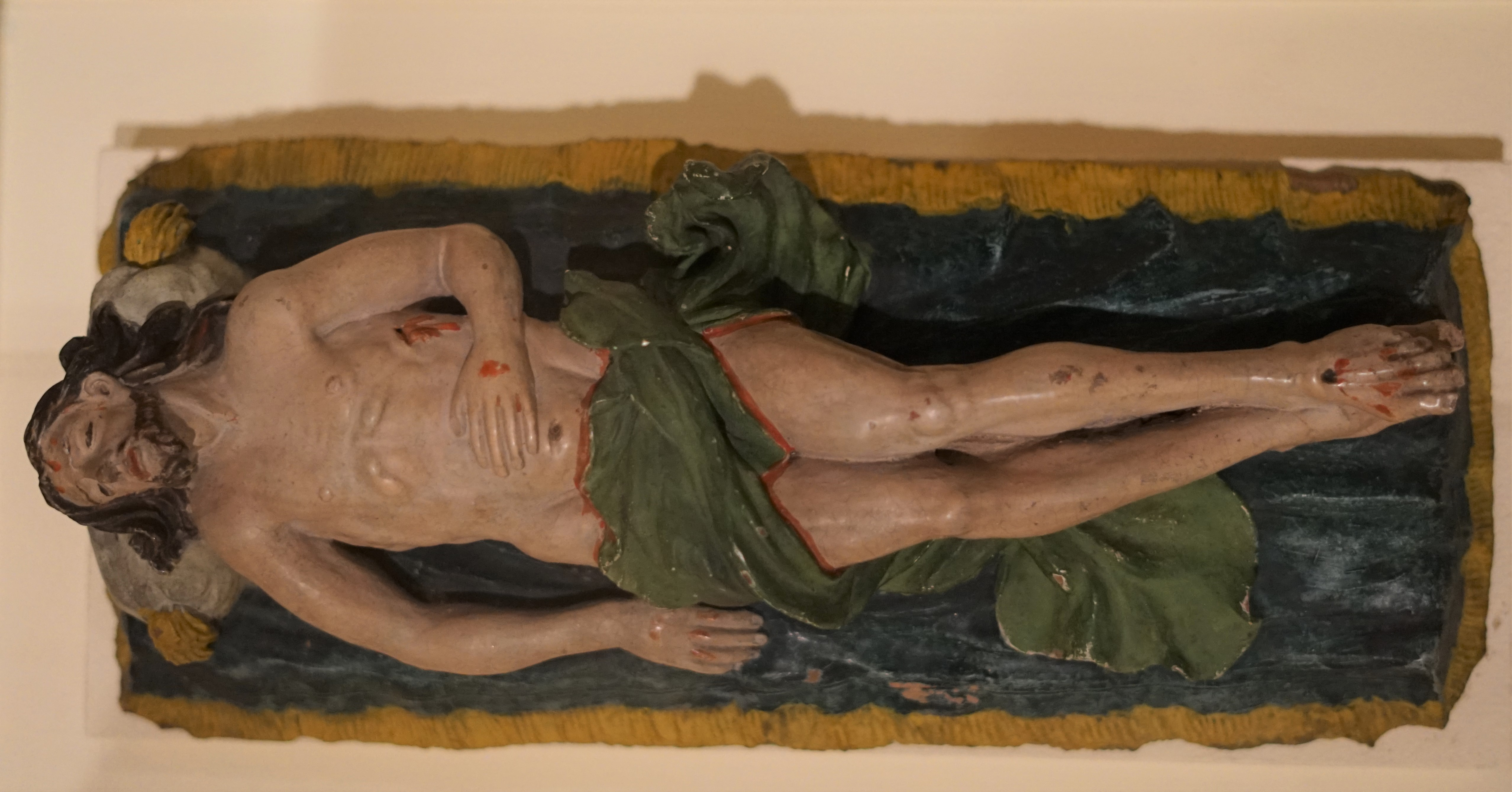
Louis-Sébastien Leysner, Christ gisant, terre cuite modelée